# ألكسندر روجينكو
ألكسندر روجينكو (الروسية: Александр Михайлович Родченкo) (بالإنجليزية: Alexander Rodchenko ؛ بالروسية: Алекса́ндр Миха́йлович Ро́дченко ؛ 1891-1956) فنان ومصور ومصمم غرافيكي سوفيتي، وأحد رواد المدرسة البنائية الروسية.

## السيرة المهنية
وُلد روجينكو بمدينة سانت بطرسبيرغ في روسيا في 5 كانون الأول/ ديسمبر 1891. انتقلت عائلته إلى كازان بعد وفاة والده في عام 1909. التحق بمدرسة كازان للفنون في عام 1910، حيث لم يكن له أي اطلاع على الفن قبل أن يقرر أن يكون فنانًا. وقد أكمل تدريبه للفنون في عام 1914 في معهد ستروغانوف في موسكو. وقد بدأت سيرته المهنية من هذه السنة عندما بدأ بإنتاج عدد من اللوحات التجريدية.
لقد قام روجينكو بين عاميّ 1920 و 1930 بالتدريس في الاستوديوهات الفنية العليا التابعة لمدرسة "VKhUTEMAS" الفنية الروسية. وقد تأثر كثيرًا بالمدرستين المستقبلية والتكعيبية. كما نال بعد ذلك شهرة عالمية كبيرة عبر أعماله الفنية المختلفة من التصاميم والملصقات، كما شارك ونظم عدة معارض فنية خاصة بفن الغرافيك والتصوير. توفي في موسكو، روسيا في 3 كانون الأول/ ديسمبر 1956 عن عمر ناهز 64 عامًا.

## المدرسة البنائية
كان لروجينكو دورًا كبيرًا ومختلفًا في المدرسة البنائية الروسية، حيث أن نماذج أعماله لم تعكس استعراض للمواد لصالح نفسها، وإنما وُظفت كوسائط لإظهار واكتشاف قوى الشد الفضائية والإنشائية فيها، مما عكست محاولات بنائية لتحقيق إنهاء فني قوى بتطبيق مبدأ المعمار فلاديمير تاتلين في هذا التوجه.

## أعماله

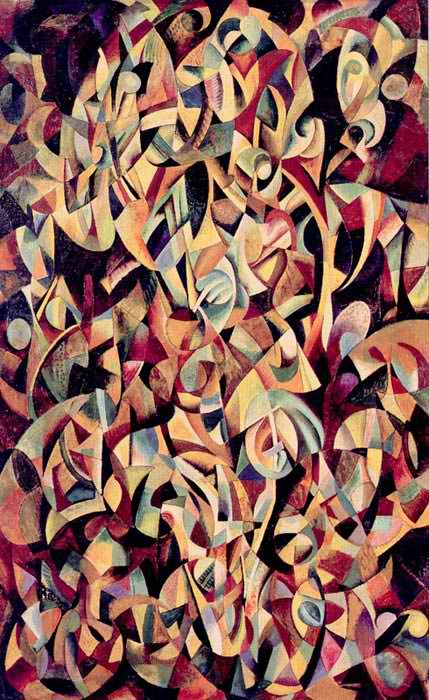
لوحة تعود لعام 1915